# Hamburg Blue Devils

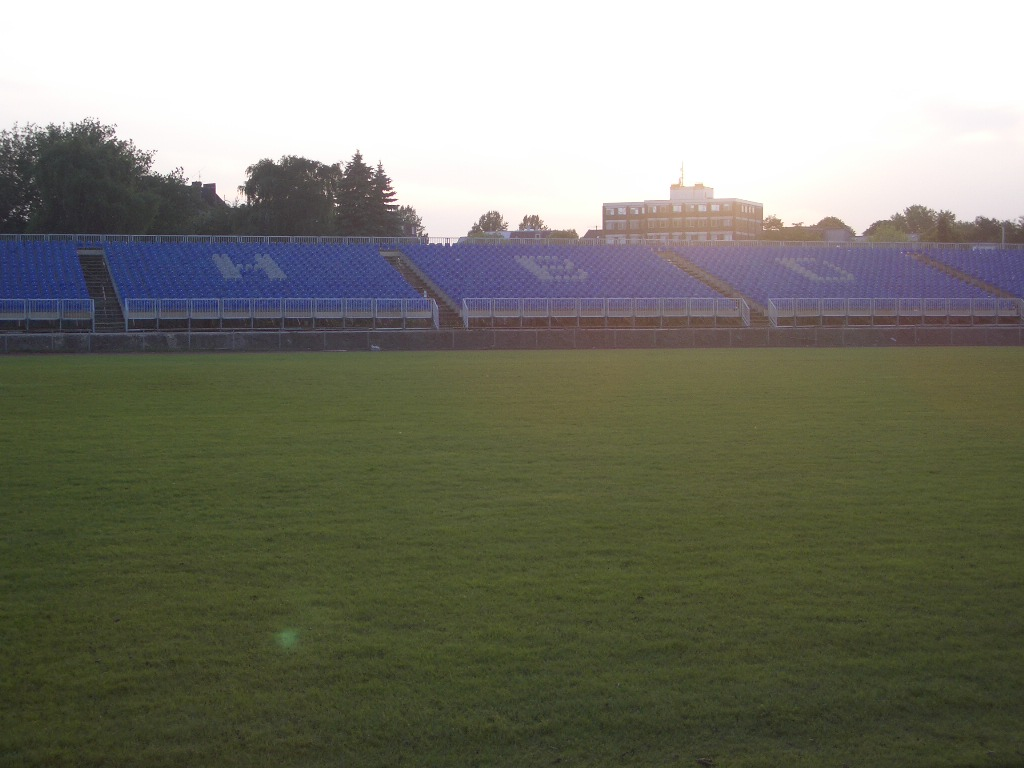
Hamburg Blue Devils

Hamburg Blue Devils (español: Diablos azules de Hamburgo) es un equipo de fútbol americano de Hamburgo (Alemania). 

## Historia
El equipo fue fundado en 1992 como Hamburg Hornets tras la fusión de Hamburg Dolphins y Harburg Rubberducks. Se incorporó a la German Football League en 1995, y la ha ganado en cuatro ocasiones. Se ha convertido en uno de los equipos más potentes de Europa, con tres victorias en el Eurobowl.
Los Blue devils disputaron en 1995 el Charity Bowl, venciendo a los Saint Xavier University Cougars (un equipo universitario norteamericano de la NAIA) por 20-0 en lo que se considera la primera victoria de un equipo europeo sobre un equipo universitario norteamericano. Desde entonces han disputado encuentros amistoso contra Florida State University Seminoles en 1999 y contra los antiguos alumnos de Notre Dame Fighting Irish en 2000.

#### Declive y Descenso
El club disminuyó un tanto desde el 2004 en adelante, solo alcanzando los cuartos de final ese año. En 2005, hizo una última aparición en el German Bowl, pero esta vez los Lions salieron como los ganadores. Además, la agencia de marketing de los clubes también tuvo que declarar la insolvencia, pero los Blue Devils sobrevivieron a la suya y se mudaron a su propio estadio, el eVendi Arena. De 2005 a 2007, el club también enfrentó una competencia local en la forma del equipo de la NFL Europa Hamburg Sea Devils.
Desde 2006 en adelante, las actuaciones de los Blue Devils decayeron. En 2006, las semifinales del desempate todavía se podían alcanzar, en 2007 eran solo los cuartos de final y, en 2008, un quinto lugar significaba que el club no jugó una temporada de postemporada. Lo que siguió fue la retirada al Tier-3 Regionalliga Nord, donde el club jugó la temporada 2009 y 2010 sin haber sufrido una derrota en la liga. Sin embargo, en la ronda de promoción, las cosas no fueron tan fáciles y los Blue Devils se perdieron la promoción en 2009, pero tuvieron éxito en 2010. En 2011, el club ha ascendido al segundo nivel del fútbol alemán, el GFL 2, una liga que nunca antes había jugado.
El 5 de enero de 2011, el club anunció que comenzaría una cooperación con el Hamburger SV con el objetivo de convertirse en un departamento del club y, eventualmente, a partir del 1 de enero de 2012, todos los equipos de los Blue Devils pasarían a formar parte del equipo multidisciplinario. club deportivo HSV. La idea surgió en 1992 y el club, en el futuro, se conocerá como el HSV Hamburg Blue Devils.En 2012, el club quedó séptimo en la división norte del GFL y no pudo clasificarse para el desempate.
En enero de 2014, el club anunció que retiraría su equipo del GFL debido a una pérdida de jugadores y se reiniciaría en 2015. Después de no alinear a un equipo sénior en 2014, el club volvió a la liga de fútbol americano 2015, entrando en el nivel cinco Verbandsliga Nord , donde terminaron en tercer lugar.

## Antiguos jugadores destacados
- Constantin Ritzmann, primer alemán en incorporarse a un equipo de la NFL, los Atlanta Falcons.

## Palmarés
- Liga alemana: 4 campeonatos (1996, 2001, 2002 y 2003).
- Liga Europea de Fútbol Americano: 3 campeonatos (1996, 1997 y 1998).